# Temporada 1939-1940 del Club Joventut Badalona
La temporada 1939-1940 va ser la primera temporada en que el Club Joventut Badalona va participar en una competició oficial des de la seva fundació l'any 1930. Ho va fer a la segona categoria del Campionat de Catalunya, en la seva XVa edició, en la que va finalitzar en la tercera posició.

## Resultats
Campionat de Catalunya
El Campionat de Catalunya va ser la primera competició oficial que va disputar la Penya. Ho va fer a la segona categoria de la competició. En aquella edició, la XVa, va acabar en tercera posició, empatat a 20 punts amb la UE Montgat que va ser quarta al perdre amb la Penya el partit de desempat per 39 a 31.
Altres competicions
El Joventut va quedar eliminat a semifinals de la Copa Mundo Deportivo (Gran Price) davant l'Espanyol al perdre 12 a 31, també va perdre la final del 1r Trofeu Vicente Bosch amb el mateix rival (21-25), i va ser tercer de la Copa Exma. Diputación Provincial.

## Plantilla
La plantilla del Joventut aquesta temporada va ser la següent:
| Club Joventut Badalona: plantilla 1939-40 |
| Jugadors                                  |
| Valls                                     |
| Baró                                      |
| Vicenç Lleal                              |
| Enric Compte                              |
| Lluís Antoja                              |
| Josep Gubern                              |
| Oliver                                    |
| Entrenador                                |
| Xavier Estruch                            |